# Petri Sándor
Petri Sándor (Békéscsaba, 1928. január – 2016. december 5. előtt) magyar nemzetközi labdarúgó-játékvezető. Polgári foglalkozása: sportvezető, újságíró.

## Pályafutása

### Nemzeti játékvezetés
A játékvezetői vizsgát Budapesten, 1952-ben tette le, ezt követően társaihoz hasonlóan, különböző labdarúgó osztályokban megkezdte a szükséges tapasztalatok megszerzését. Az ellenőrök - nagy tapasztalattal rendelkező korábbi neves játékvezetők -, valamint sportvezetői felterjesztésére 1958-ban debütálhatott a legmagasabb osztályban. Az aktív játékvezetéstől 1977-ben búcsúzott. Foglalkoztatására jellemző, hogy az 1973/1974-es bajnoki idényben Palotai Károly társaságában 17 mérkőzést vezethetett, az 1974/1975-ösben 19-et, az 1975/1976-osban Müncz György társaságában 17-et. Megbecsült játékvezető. Első ligás mérkőzéseinek száma: 167.
| Időpont          | Helyszín                 | Mérkőzés típusa           | Mérkőzés            | Eredmény |
| ---------------- | ------------------------ | ------------------------- | ------------------- | -------- |
| 1958.            | Központi Stadion, Győr   | első NB. I-es találkozó   | Győri ETO–Tatabánya | 0 : 1    |
| 1977. február 3. | Városi Stadion, Kaposvár | utolsó NB. I-es találkozó | Kaposvár–Bp. Honvéd | 1 : 3    |

### Nemzetközi játékvezetés
A Magyar Labdarúgó-szövetség (MLSZ) Játékvezető Bizottságának (JB) felterjesztésére 1968-ban lett nemzetközi játékvezető, a Nemzetközi Labdarúgó-szövetség (FIFA) bírói keretének tagja 1977-ig. Kivéve egy esztendőt (1972, amikor MLSZ főtitkár volt). A magyar nemzetközi játékvezetők rangsorában, a világbajnokság-Európa-bajnokság sorrendjében többedmagával a 20. helyet foglalja el 1 találkozó szolgálatával. 1977-ben saját elhatározásából lépett ki a FIFA jelvényesek sorából.
Nemzetközi mérkőzéseinek száma: 41.

#### Európa-bajnokság
Az európai-labdarúgó torna döntőjéhez vezető úton Jugoszláviába az V., az 1976-os labdarúgó-Európa-bajnokságra az Európai Labdarúgó-szövetség (UEFA) JB játékvezetőként foglalkoztatta.
| Időpont            | Helyszín                  | Mérkőzés típusa           | Mérkőzés             | Eredmény | Nézők száma |
| ------------------ | ------------------------- | ------------------------- | -------------------- | -------- | ----------- |
| 1975. november 23. | Tsirion Stadion, Limassol | előselejtező (1. csoport) | Ciprus–Csehszlovákia | 0 : 3    | 9 000       |

## Sportvezetőként
Aktív FIFA játékvezetőként 1972-ben a Magyar Labdarúgó-szövetség (MLSZ) főtitkárának választották. A múltban eddig kétszer fordult elő, hogy játékvezetőt választott meg valamely ország Labdarúgó-szövetsége a főtitkári tisztségre. Első a sorban Sir Stanley Rous volt, akit az Angol labdarúgó-szövetség főtitkári posztjáról választottak meg FIFA elnöknek. A második az olasz dr. Artemio Franchi, aki közben az Európai Labdarúgó-szövetség (UEFA) alelnöke, majd elnöke lett. 1979–1981 között az MLSZ JB elnöke.

## Írásai
- A szurkolók kézikönyve - Ifjúsági Lap-és Könyvkiadó Vállalat -1986.
- Társszerzője a "Labdarúgás" c. szabálykönyveknek 1980–1985.

Mint a játékvezetés krónikása közel 1100 oldalas anyaggal, archív dokumentumokkal rendelkezik, 1897-től felölelve a honi játékvezetés történetét. Befejezés előtt áll "Fújj bíró!... de csak halkan" c. könyve. Az 1959-től rendszeresen megjelenő Játékvezető című lap felelős szerkesztője 1985 márciusáig. A szerkesztőbizottság tagjai: - dr. Ábrai Zsigmond, Hertzka Pál, Kann Ferenc, Kasza Ferenc, Major István, Márton Sándor, Nagy Emil, dr. Neuber Alajos, Paulai Márton, Sabácz József és Somos István játékvezető krónikások - voltak.

### Sajtóbeli munkássága
- 1974. július 20-tól - 1992 decemberéig a legnépszerübb rejtvényújság, a Füles, "Mit ítélne Ön?" c. rovatának szerkesztő írója. Olyan neves grafikusok készítették a rajzokat, mint Szepes Béla, Molnár Ottó.
- 1989. januártól - 1994. februárig a Labdarúgás - "GÓL" c. foci-magazinban az "OLDALHÁLÓ" rovat szerkesztő-írója.
- 1993 júniusától - 1996 decemberéig a Füles-Bagoly rejtvény-magazinban az "ÖN MIT ÍTÉLNE?". és a "HAVI FOCI NOTESZ" rovatok szerkesztő-írója. Feladványainak száma 1966-ig 280.
- 1994 augusztusától - 1997 júniusáig a SPORTVEZETŐ folyóiratban jelentek meg írásai a játékvezetésről, a szabályok alkalmazásáról. A sajtóban megjelent sorozata 163 szakcikket tartalmaz.

## Sikerei, díjai
- A Népsport által Az év legjobb játékvezetője részére első ízben kiírt címet és kupát két alkalommal (1975–76) nyerte el.
- 1979-ben Aranysípot adományoztak részére.
- 1982. augusztus 26.: UEFA - plakett.
- 1984-ben Szlávik András a Játékvezető Bizottság (JB) elnöke a Játékvezető című lap szerkesztésében - 1959-ben jelent meg az első szám - 25 éven keresztül végzett munkáért tárgyjutalomba részesítette.
- 2003. február 23-án az MLSZ JB díszserleget adományozott részére 50 éves játékvezetői jubileuma alkalmából.

## Külső hivatkozások
- Petri Sándor. World Referee. [2012. október 1-i dátummal az eredetiből archiválva]. (Hozzáférés: 2011. március 13.)
- Petri Sándor. zerozerofootball.com. (Hozzáférés: 2011. március 13.)[halott link]
- Petri Sándor. scoreshelf.com. [2015. április 6-i dátummal az eredetiből archiválva]. (Hozzáférés: 2011. március 13.)

| Elődje: Zsolt István | Játékvezetők elnöke 1979–1982 | Utódja: Szlávik András |